# Academia Franceză de Științe

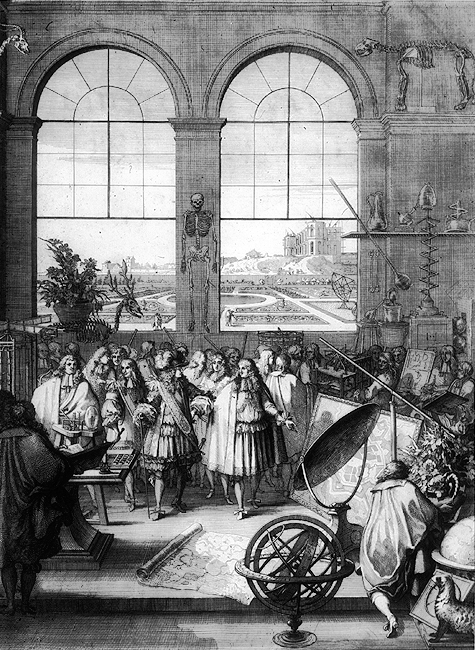
Ludovic al XIV-lea vizitând Academia de științe în 1671.

Academia Franceză de Științe (L'Académie des sciences, numită Académie royale des sciences, la crearea sa în 1666), este una din cele cinci academii care fac parte din Institutul francez. Scopul său este încurajarea și protejarea cercetării, care contribuie la progresul științei.
Oficial, ea este creată în 20 ianuarie 1699, când Ludovic al XIV-lea dă Academiei regale de științe (Académie royale des sciences) primul său regulament. Academia primește numele de Academia regală (L'Académie royale) și este instalată la Luvru.